# Una magica notte d'estate
Una magica notte d'estate (El sueño de una noche de San Juan) è un film d'animazione spagnolo e portoghese del 2005 diretto da Ángel de la Cruz e Manolo Gómez.